# The 20/20 Experience
The 20/20 Experience es el tercer álbum de estudio del cantante y compositor estadounidense Justin Timberlake, lanzado el 19 de marzo de 2013 por el sello RCA Records. Posteriormente, este álbum formó parte de una compilación junto a su secuela The 20/20 Experience (2 of 2) titulada The 20/20 Experience: The Complete Experience. Todas las canciones del disco las compuso el intérprete junto con Timothy Mosley, Jerome Harmon y James Fauntleroy. Al igual que sus dos trabajos predecesores, Timbaland es el productor ejecutivo de este material.
De acuerdo con Metacritic, el álbum recibió generalmente críticas favorables y acumuló un total de 75 puntos de 100, sobre la base de treinta y nueve revisiones. Además, los usuarios de Metacritic lo votaron como el décimo sexto mejor disco de 2013. The 20/20 Experience recibió un buen desempeño comercial en muchos países, tras liderar los principales conteos de Alemania, Australia, Canadá, Escocia, los Estados Unidos, Irlanda, Nueva Zelanda, el Reino Unido, Rusia y Suiza. Además, se convirtió en el tercer álbum más vendido en 2013 en todo el mundo con 3,6 millones de copias comercializadas, mientras que en los Estados Unidos ocupó el primer puesto de los más vendidos de dicho año.

## Antecedentes y desarrollo
Después de lanzar su segundo álbum de estudio FutureSex/LoveSounds en noviembre de 2006, Timberlake hizo una pausa musical de seis años, durante la cual se dedicó principalmente, a la actuación y a proyectos empresariales, como el relanzamiento de la red social Myspace. Al ser consultado por la prensa sobre su regreso a la música, Timberlake aseguró estar pasando por un periodo de falta de concentración y disconformidad con la industria discográfica, aunque negó retirarse de la escena musical, ya que antes de tomar esa decisión deseaba realizar, al menos, una gira más. El 7 de agosto de 2012, el productor musical Jim Beanz concedió una entrevista al sitio web Digital Spy, donde aseguró estar trabajando con Timbaland y Timberlake en el nuevo álbum de este último, lo que generó expectación en las redes sociales. Sin embargo, esta información fue inmediatamente desmentida por el publicista de Timberlake, quien afirmó que su representado estaba creando nueva música, pero a modo de colaboración para el disco Shock Value III de Timbaland. El 3 de enero de 2013, el director editorial de la revista Billboard, Bill Werde, también generó entusiasmo en Twitter al vaticinar que Justin Timberlake y Lady Gaga encabezarían las listas de éxitos musicales en el 2013.
En una carta dirigida a sus fanáticos en enero de 2013, Timberlake confesó que se encontraba trabajando secretamente en este proyecto desde junio de 2012. La producción musical se completó en veinte días, mientras que las sesiones de grabación tomaron cuatro semanas, desde fines de mayo hasta julio de 2012, puesto que el artista tenía que rodar escenas de la película Runner Runner (2013). El álbum fue grabado en los EastWest Studios de Los Ángeles, los Jungle City Studios de Nueva York y los Larrabee Studios de North Hollywood. Esta parte de la producción fue registrada como un documental y Timberlake la exhibió en su página web en varios episodios durante los días previos a la publicación del disco.
Este es el primer álbum del artista con la discográfica RCA Records, ya que en octubre de 2011 se disolvió su antiguo sello, Jive Records, pasando todos sus artistas a formar parte de RCA. Además, al igual que sus dos discos anteriores, The 20/20 Experience cuenta con la colaboración del músico Timbaland como productor ejecutivo.

## Título y portada

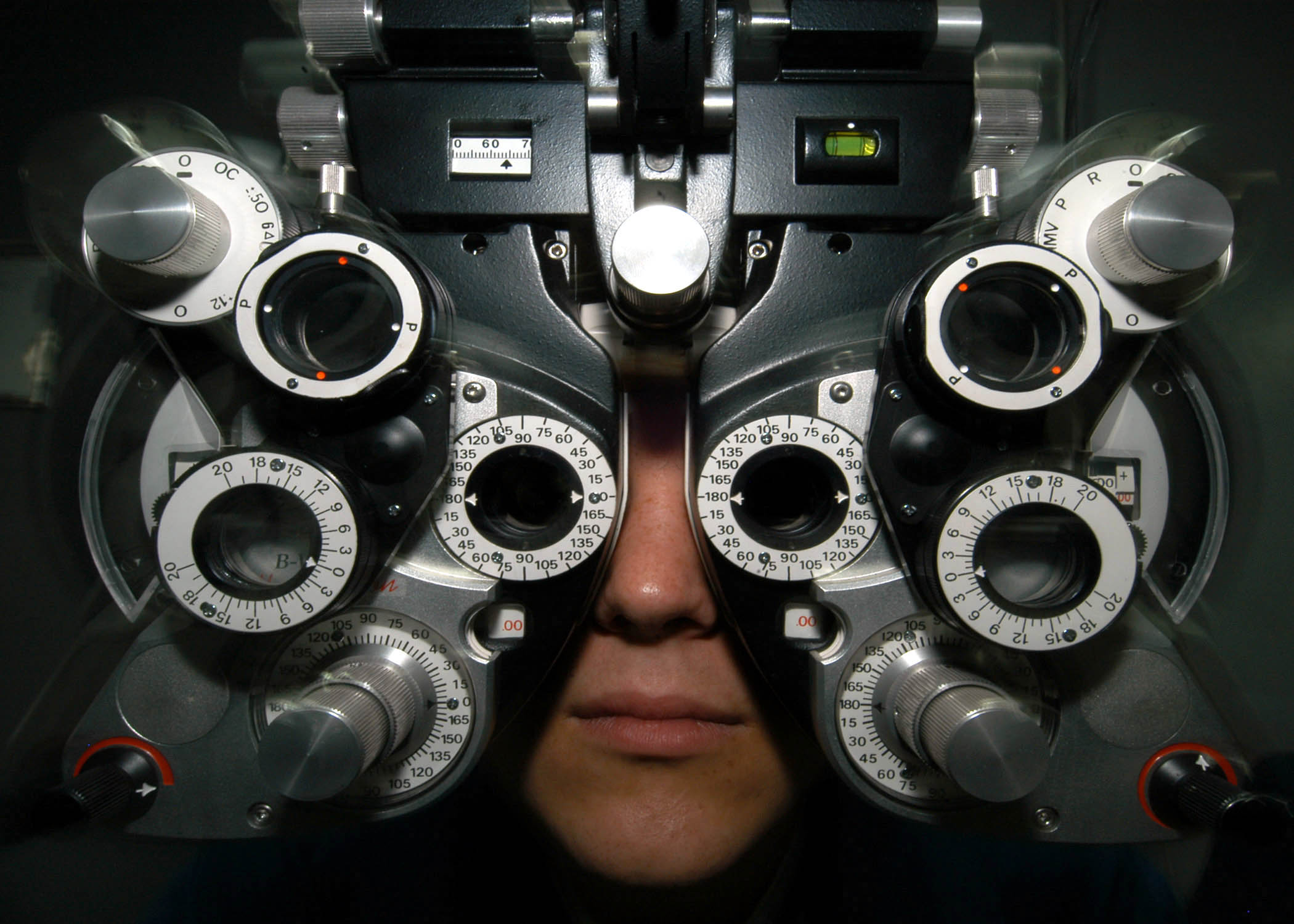
Un foróptero.

Según el intérprete, el título del disco, The 20/20 Experience, surgió al reunirse con sus amigos para mostrarles algunas de sus nuevas canciones y al pedirles su opinión, uno de ellos señaló: «Esta es música que puedes ver». De acuerdo al test de Snellen, que evalúa la agudeza visual, el nivel «20/20» corresponde a la visión óptima. Este concepto se refleja también en la portada del álbum, a cargo del fotógrafo británico Tom Munro, donde aparece Timberlake vistiendo un esmoquin y corbata de moño mientras mira a través de un foróptero, un instrumento utilizado por los oftalmólogos para medir la capacidad visual de los pacientes.
El 6 de febrero de 2013, el intérprete publicó la portada del disco junto con la lista de canciones en su cuenta oficial de Twitter y escribió: «Quería que ustedes vean esto primero #portadadelálbum #listadecanciones». El título está escrito en color dorado con letra tipo Gotham, al igual que las iniciales del nombre del artista: JT. Fay Strang, de Daily Mail, comentó: «[Timberlake] sabe hacer suspirar a sus fanes», sin embargo, afirmó que los fanáticos pueden desanimarse al saber que este material solo cuenta con diez canciones. Por otra parte, Chris Eggertsen, del sitio Hitfix, expresó: «A pesar de ser un ejemplo perfectamente útil de la fotografía en blanco y negro, también tiene el desafortunado efecto de oscurecer su bonita, bonita cara de chico boy band», mientras que Katie Atkinson, de MTV, la describió como «usando un traje y corbata mientras se está tomando un examen de la vista».

## Contenido musical
The 20/20 Experience es un álbum de género neo soul, inspirado parcialmente por las expansivas estructuras de la música rock de los años 1960 y 70. El artista compuso todas las pistas con ayuda de Timbaland, Jerome «J-Roc» Harmon y James Fauntleroy y producidas por los tres primeros. Las canciones tienen una duración promedio de siete minutos y se caracterizan por contener improvisaciones, abruptos cambios de clave e inesperados ritmos y armonías. Su música incorpora extractos de piano, voces distorsionadas y sonidos electrónicos mezclados con elementos del soul tradicional, incluyendo voces resonantes, exuberantes arreglos de cuerdas y bronces, solos de guitarra en tono alto y sintetizadores analógicos acallados.
The 20/20 Experience comienza con «Pusher Love Girl», una balada R&B con estilo de neo soul de más de ocho minutos que habla sobre los «efectos intoxicantes» del amor y el sexo. Además, Timberlake declaró que se inspiró en Bob Dylan. La canción «Don't Hold the Wall», también del género R&B, muestra una amplia gama de tambores y vocales tribales, además de reflejar similitudes con «Rock Your Body» del álbum Justified de 2002 y «The Chop Me Up» de FutureSex/LoveSounds en 2006. Su letra cuenta la búsqueda del intérprete de una mujer en un club, demostrando que ha tenido varios años con problemas para hacerlo. La siguiente pista es «Strawberry Bubblegum», un tema seductor acerca de pasar un buen tiempo, presenta estilos de electro y del soul psicodélico con partes de electrónica, de cuerda y percusión. «Spaceship Coupe» cuenta con la ayuda de coros femeninos, un falsete envuelto entre las cuerdas y la estática de la pista y un solo de guitarra eléctrica que además representa la fantasía del cantante de «hacer el amor en la luna». También aparece «That Girl», un tema soul similar a «Señorita» de 2003, «Let the Groove Get In» muestra una fuerte percusión y la voz del cantante armonizada. Contiene elementos de dance, R&B, con estilos de samba, una síncopa elegante y ritmos africanos, similares a los de Off the Wall de Michael Jackson (1979). La última canción es «Blue Ocean Floor», una melodía triste que contiene uso de piano, bajos y efectos de sonidos.
El periodista musical Jody Rosen, de la revista Rolling Stone, observó el énfasis puesto en el ritmo y el flujo y opinó que no era un disco pop porque su sentido musical de espacio-tiempo era más elástico y extenso que lo que sonaba en la radio en ese entonces. El crítico Steven Hyden notó que el disco contenía tendencias tradicionalistas, mientras que el periodista Simon Price dijo que los productores Timbaland y Jerome «J-Roc» Harmon fusionaron influencias de los años 1970 con sonidos futuristas.

## Promoción

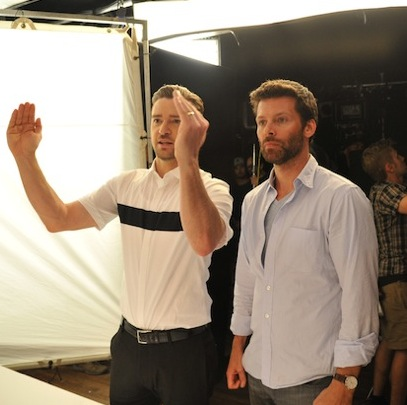
Timberlake junto al director Marc Klasfeld grabando un comercial para la cadena de tiendas Target.

The 20/20 Experience tuvo una intensa campaña publicitaria en diversas plataformas los dos meses previos a su debut. La estrategia de lanzamiento del álbum fue ideada en septiembre de 2012 por Justin Timberlake y su representante, Johnny Wright, junto a los ejecutivos de RCA Records, Peter Edge y Tom Corson. En noviembre del mismo año, Wright y RCA Records comenzaron a negociar con la cadena de tiendas Target y otras corporaciones para planificar el mercadeo del disco. Por su parte, la red social Myspace —que pertenece parcialmente a Timberlake— puso la canción «Suit & Tie» a disposición de sus usuarios para descargarla o escucharla vía streaming a cambio de inscribirse en el sitio durante su relanzamiento en enero de 2013.
El 10 de enero de 2013, el propio Timberlake invitó a sus seguidores de Facebook y Twitter a ver un video en su página web en el que se le veía ingresando a un estudio de grabación mientras se le oía reflexionar sobre la importancia de la música para él y las razones por las que no había creado un nuevo disco en los últimos seis años. Timberlake concluyó el video con la frase «Estoy listo», dando paso a una cuenta regresiva que finalizó el domingo 14 de enero, día en que publicó el primer sencillo del álbum, «Suit & Tie», con la colaboración del rapero Jay-Z. El 23 de enero, estrenó en su cuenta de VEVO el video musical con la letra de «Suit & Tie», el cual, al terminar, confirmó la fecha de lanzamiento de The 20/20 Experience: el 19 de marzo de 2013. El 2 de febrero de 2013, Timberlake ofreció su primer show en más de cuatro años. Este fue durante el evento DirecTV Super Saturday Night que se realizó en Nueva Orleans con motivo del Super Bowl. La segunda presentación promocional de The 20/20 Experience ocurrió en la entrega de los premios Grammy el 11 de febrero, mismo día en que se lanzó el segundo sencillo del disco: «Mirrors». Momentos después de los Grammy, Timberlake ofreció un concierto de noventa minutos en el Hollywood Palladium. Posteriormente, el 20 de febrero, Timberlake viajó a Londres para presentar el sencillo «Mirrors» durante los premios Brit de 2013. Aprovechando su viaje a Europa, Timberlake acudió a un desfile del diseñador estadounidense Tom Ford, quien estuvo a cargo de los trajes que lució durante la promoción de The 20/20 Experience.
Entre los programas de televisión donde Timberlake promovió su nuevo trabajo musical, tanto en Europa como en América, están Wetten, dass..? (Alemania), Le Grand Journal (Francia), Saturday Night Live, Late Night with Jimmy Fallon, 106 & Park y The Ellen DeGeneres Show (Estados Unidos). Esta estrategia resultó ser efectiva. Según un reportaje del Arizona Daily Wildcat sobre la nueva forma de promover música, el hecho de que Timberlake enseñó más de la mitad de las canciones del álbum en distintos programas y eventos durante meses, le dio al público el tiempo suficiente para correr la voz y preordenar una copia del disco, convirtiéndolo finalmente en un éxito comercial.
La preventa de The 20/20 Experience, tanto en su versión estándar como de lujo, estuvo acompañada de obsequios consistentes en camisetas, vinilos, afiches, fotografías en alta resolución y el derecho a descargar el sencillo «Mirrors» en formato MP3. La venta de la edición de lujo, que incluye las canciones adicionales «Dress On» y «Body Count», se llevó a cabo exclusivamente a través de la tienda Target, la misma que llegó a un acuerdo con Timberlake para comercializar su línea de ropa William Rast en el 2010. El 12 de marzo de 2013, la tienda virtual iTunes publicó todas las canciones de The 20/20 Experience para escucharlas gratuitamente vía streaming en su sitio web. El 17 del mismo mes, Timberlake apareció de sorpresa en el escenario del festival South by Southwest, realizado en Austin, Texas, como parte del «MySpace Secret Show». En una presentación que duró quince minutos, interpretó canciones de sus tres álbumes. El 9 de junio de 2013, Timberlake fue el anfitrión y uno de los artistas que se presentó en el festival Summertime Ball, organizado por la radioemisora Capital FM en el Estadio de Wembley en Londres. Otros eventos promocionales de Timberlake ocurrieron durante el Wireless Festival en Londres, en los premios BET y MTV Video Music Awards de 2013,, en el festival Rock in Rio de Brasil, y en el iHeartRadio Music Festival en Las Vegas.

### Giras musicales

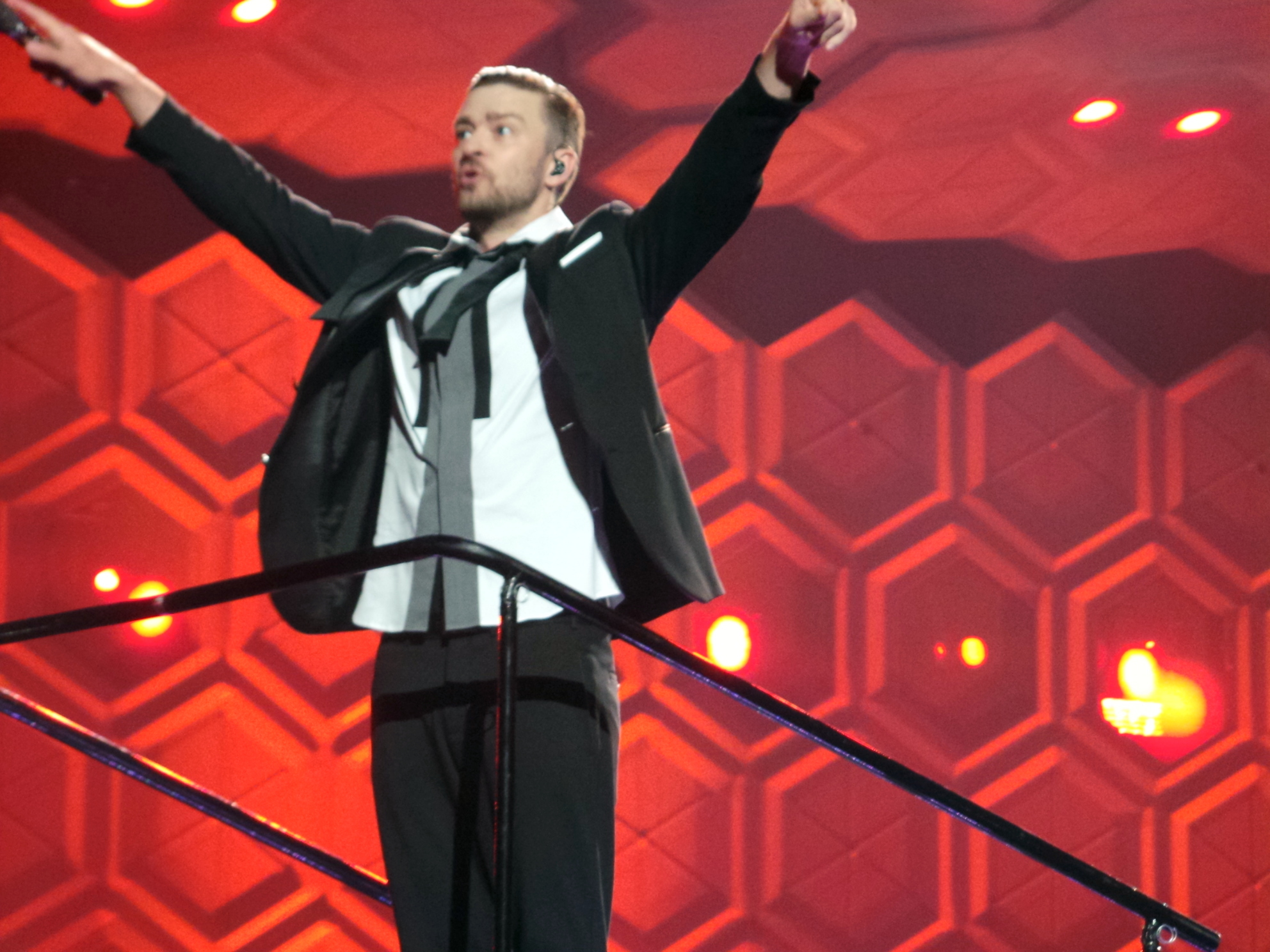
El show de The 20/20 Experience World Tour en el Time Warner Cable Arena de Charlotte, Carolina del Norte.

Durante la alfombra roja de los premios Grammy 2013, Timberlake confirmó la realización de una gira musical para promover The 20/20 Experience, aunque en esa ocasión no dio detalles sobre fechas ni lugares. No obstante, días después, el periódico New York Post aseguró que Timberlake brindaría una serie de diez espectáculos junto a Jay-Z en varias ciudades de los Estados Unidos. Esta información no estaba totalmente errada, pues el 22 de febrero Timberlake y Jay-Z confirmaron la gira en conjunto Legends of the Summer, la que ofrecería dieciséis shows entre el 10 de julio y el 16 de agosto en Estados Unidos, Canadá e Inglaterra. El 5 de mayo de 2013, Timberlake dio un concierto en el Roseland Ballroom de Nueva York para anunciar un acuerdo de dos años con la tarjeta de crédito MasterCard. Al día siguiente, la promotora de conciertos Live Nation anunció la gira mundial The 20/20 Experience World Tour, con la que Timberlake recorrería Norteamérica, Sudamérica, Europa y Oceanía a partir del 6 de noviembre de 2013. Ambas giras fueron auspiciadas por MasterCard.

## Lanzamiento
El lanzamiento del disco en los Estados Unidos se celebró el lunes 18 de marzo de 2013 con una fiesta en el teatro El Rey de Los Ángeles, donde interpretó tres canciones. Al día siguiente, cuando The 20/20 Experience ya se encontraba en las tiendas, el canal de televisión The CW emitió un especial de una hora sobre el lanzamiento del álbum y, al finalizar, exhibió por primera vez el videoclip de «Mirrors».

### Historial de lanzamientos
| País           | Fecha               | Formato              | Discográfica | Edición           | Catálogo                    |
| -------------- | ------------------- | -------------------- | ------------ | ----------------- | --------------------------- |
| Alemania       | 15 de marzo de 2013 | CD, descarga digital | RCA Records  | Estándar, de lujo | B00BCZUAE8                  |
| Reino Unido    | 18 de marzo de 2013 | CD, descarga digital | RCA Records  | Estándar, de lujo | B00BCZUAE8                  |
| Francia        | 18 de marzo de 2013 | CD                   | Jive Records | De lujo           | B00BCZUAE8                  |
| España         | 18 de marzo de 2013 | CD, LP               | Jive Records | De lujo           | B00BCZUAE8, B00BEIN9VO (LP) |
| Estados Unidos | 19 de marzo de 2013 | CD, descarga digital | RCA Records  | Estándar, de lujo | B00BCZU8WM                  |
| Italia         | 19 de marzo de 2013 | CD                   | RCA Records  | De lujo           | B00BCZUAE8                  |
| Canadá         | 19 de marzo de 2013 | CD, LP               | Sony Music   | De lujo           | B00BCZUAE8, B00BEIN9VO (LP) |
| Japón          | 20 de marzo de 2013 | CD, descarga digital | Sony Music   | De lujo           | SICP3790                    |

## Recepción

### Comentarios de la crítica
The 20/20 Experience recibió opiniones generalmente favorables de los especialistas en música. El sitio web Metacritic, que otorga un puntaje máximo de 100, le dio al álbum 74 puntos sobre la base de 34 críticas comerciales. Por su parte, Andy Gill, del periódico británico The Independent, lo consideró diversamente agradable y percibió la producción de Timbaland como sólida, pero no innovadora. Jody Rosen, de la revista Rolling Stone, dijo que, aunque carece de canciones inmediatas como los anteriores éxitos de Timberlake, la música del álbum eventualmente «hunde sus dientes». Sobhi Youssef, del sitio Sputnikmusic, opinó que el disco estaba expertamente escrito y producido y lo vio como una profunda manifestación de las recientes innovaciones del rhythm and blues. Mikael Wood, de Los Angeles Times, opinó que sus elaboradas estructuras eran ambiciosas en la veta de Stevie Wonder, Prince y Michael Jackson. Kitty Empire, en una reseña para The Observer, lo encontró fenomenal, exuberante y peculiar con respetables homenajes a Prince. Helen Brown, de The Daily Telegraph, dijo que la música se siente grandiosa e íntima y que Timberlake compensa su delgada voz con carisma.
En una crítica mixta para el periódico The Guardian, Alexis Petridis aseguró que la aventurera música del álbum se ve ensombrecida por las letras de Timberlake, las cuales consideró pornográficas y feas. George Morahan, de la revista irlandesa State, opinó que las letras de las canciones eran banales y que gran parte de la música era una prolongada exploración del ritmo que a Timberlake y Timbaland les interesa. Eric Henderson, de la revista virtual Slant Magazine, sintió que Timberlake y Timbaland sobreadornaban ideas musicales retocadas, convirtiendo cada potencial sencillo B+ en un épico C-. Jon Caramanica, del diario estadounidense The New York Times, lo criticó diciendo que era un álbum afable y anodino con pocas variaciones y canciones de siete minutos que fingen ser arte.
Al concluir el 2013, The 20/20 Experience figuró en las listas de los mejores álbumes del año de varios medios de comunicación, entre ellos, Billboard (undécimo lugar), Associated Press (sexto lugar), Spin (trigésimo segundo lugar), The Huffington Post (séptimo lugar), Vibe (segundo lugar), Evening Standard (octavo lugar), Sputnikmusic (segundo lugar), MTV (noveno lugar), Pitchfork Media (cuadragésimo cuarto lugar) y Chicago Sun-Times (posición indeterminada fuera de los diez mejores).

### Rendimiento comercial
La revista Billboard pronosticó que The 20/20 Experience vendería más de 950 000 copias en su primera semana en los Estados Unidos. Por su parte, los ejecutivos de RCA Records mostraron menos entusiasmo al creer que el disco vendería entre 500 000 y 600 000 unidades.
En los Estados Unidos, The 20/20 Experience debutó en el primer lugar de la lista Billboard 200 tras vender 968 000 copias en su primera semana. Con esto, se convirtió en la mejor semana en ventas en toda la carrera de Timberlake, luego de que Justified debutase con 439 000 copias vendidas en 2002 y FutureSex/LoveSounds con 684 000 en 2006. A la semana siguiente, comercializó 318 000 copias y permaneció en la cima de la lista. De esta forma, había acumulado 1 290 000 ejemplares vendidos en el país, siendo en el primer álbum en superar la cifra de un millón de copias vendidas durante el 2013. En total, pasó tres ediciones consecutivas en el primer puesto en la Billboard 200. Adicionalmente, logró el número uno en los conteos Digital Albums y Top R&B/Hip-Hop Albums. El disco vendió más de 2 427 000 de ejemplares en el país durante el 2013, de las cuales 1 026 000 fueron en formato digital, lo que lo convirtió en el más vendido del año y el segundo álbum en comercializar más del millón de copias digitales en un año calendario, luego de 21 de Adele (2011). No obstante, recibió dos discos de platino, otorgado por la Recording Industry Association of America (RIAA), debido a ventas superiores a dos millones. Por otro lado, también debutó en el primer lugar en el conteo Canadian Albums de Canadá y se mantuvo allí por tres semanas seguidas. Además, la Canadian Recording Industry Association (CRIA) certificó al disco con doble disco de platino por más de 160 000 unidades despachadas. En cuanto a países latinos, solo figuró en la posición once del conteo de México.

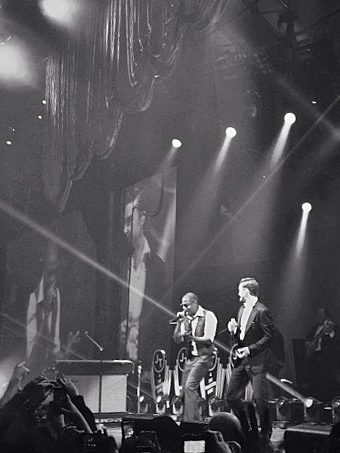
Jay-Z y Justin Timberlake interpretando «Suit & Tie» en el Hollywood Palladium.

En Alemania, debutó en el primer lugar de su conteo y se mantuvo allí por una semana. Adicionalmente, la Bundesverband Musikindustrie (BVMI) condecoró al álbum con un disco de oro, debido a ventas de más de 100 mil unidades. En Austria, llegó al número dos, siendo su mejor posición para un álbum de Timberlake en el país. En las regiones flamenca y valona de Bélgica, escaló hasta los puestos número tres y ocho, respectivamente en las listas publicadas por Ultratop. En Dinamarca y Noruega, entró en la segunda casilla, convirtiéndose en su disco mejor posicionado en ambos territorios. En España, el álbum consiguió el noveno lugar, siendo su primer y único top diez allí. Por otro lado, alcanzó el número diez en las principales listas de Finlandia y Grecia, mientras que en Italia y Polonia el número cinco. En este último, recibió un disco de platino de parte de la Związek Producentów Audio Video (ZPAV), gracias a que comercializó más de 20 000 unidades. En los Países Bajos ocupó la casilla número dos, convirtiéndose en el mejor posicionado en el país. En Francia y la República Checa alcanzó el sexto lugar, en tanto en Hungría el número cuatro y Portugal el nueve. En Suiza alcanzó la cima de su lista respectiva, mientras que en Suecia no logró figurar dentro del top diez. Además, el disco recibió discos de oro en ambos países por ventas superiores a 10 000 y 20 000 copias, respectivamente, otorgados por la Federación Internacional de la Industria Fonográfica (IFPI) de cada país. Sin embargo, en Croacia solo alcanzó el puesto veintidós. En el Reino Unido, el álbum vendió 106 000 copias en su primera semana, por lo que debutó en el primer lugar de la lista UK Albums Chart. En la edición siguiente, comercializó 56 000 copias, permaneciendo en la cima de la lista, tras impedir que Delta Machine de Depeche Mode debutara en el número uno. Posteriormente, vendió 26 000 unidades en su tercera semana, lo que convirtió a The 20/20 Experience en el segundo álbum de Timberlake que más ediciones dura en la cima del conteo. No obstante, la British Phonographic Industry le concedió un disco de platino por comercializar más de 300 mil unidades. Para septiembre de 2013, había venido más de 315 000 copias. Simultáneamente, también debutó en el puesto número uno en Escocia e Irlanda. En este último, obtuvo un disco de oro, otorgado por la IRMA gracias a más de 7500 ejemplares despachados en el país.
Por otra parte, el álbum entró en algunos países de Asia. En Japón, alcanzó la posición número once, mientras que en Corea del Sur, logró debutar en el sexto lugar. En Rusia, entró en su primera semana en la cima de su respectiva lista, lo que desbancó al álbum de Zemfira tras estar cinco ediciones en el número uno. En Oceanía, tuvo una recepción aceptable. En Australia, el disco debutó en el primer puesto de la ARIA Top 100 Albums con la certificación de un disco de oro, otorgado por la Australian Recording Industry Association (ARIA), gracias a que vendió más de 35 000 unidades. Además, se mantuvo en esa posición por dos semanas seguidas. Del mismo modo, debutó en el número uno en Nueva Zelanda, siendo su único disco en alcanzar ese puesto en el país. Duró pocas ediciones consecutivas en la lista y en 2014, reingresó al conteo con la condecoración de disco de oro, por más de 7500 ejemplares despachados, otorgado por la Recording Industry Association of New Zealand (RIANZ).
Tras su publicación a nivel mundial, The 20/20 Experience batió el récord del álbum más rápidamente vendido a través de la tienda virtual iTunes. También quedó dentro de los tres discos más exitosos que la tienda Target ha comercializado en la última década. En diciembre de 2013, la revista Billboard ubicó a The 20/20 Experience en el primer lugar de su lista de discos más vendidos del año, misma posición que ocupó en el ranking anual elaborado por iTunes.

## Controversia
En enero de 2016, el trío Sly, Slick and Wicked demandó a Universal Music Group por el uso inapropiado de un extracto de su canción «Sho' Nuff» —publicada en 1973— que se incluyó en «Suit & Tie». Si bien el grupo autorizó el uso de su canción y sus integrantes fueron mencionados en los créditos de The 20/20 Experience, aseguran que el sello discográfico nunca adquirió los derechos para utilizar sus voces, por lo que buscan una compensación económica.
Cuatro meses después, en abril de 2016, la compañía de entretenimiento canadiense Cirque du Soleil demandó a Justin Timberlake por la utilización de su canción «Steel Dream», perteneciente al espectáculo Quidam de 1997. Según los documentos presentados en una corte de Nueva York, una porción de «Steel Dream» fue incluida sin autorización en el tema «Don't Hold the Wall», por lo que exigen $800 000 por la infracción a sus derechos de autor. En la demanda también se menciona a los productores de la canción —Timothy Mosley, Jerome Harmon y James Fauntleroy— y a las distribuidoras del álbum, Sony Entertainment, Universal Music Group y Warner Music Group.

## Lista de canciones
| The 20/20 Experience (edición estándar) |                            |                                                             |          |  |
| N.º                                     | Título                     | Escritor(es)                                                | Duración |  |
| 1.                                      | «Pusher Love Girl»         | Justin Timberlake, Mosley, Jerome Harmon y James Fauntleroy | 8:02     |  |
| 2.                                      | «Suit & Tie» (feat. Jay-Z) | Timberlake, Mosley, Shawn Carter y Harmon.                  | 5:26     |  |
| 3.                                      | «Don't Hold the Wall»      | Timberlake, Mosley y Fauntleroy                             | 7:10     |  |
| 4.                                      | «Strawberry Bubblegum»     | Timberlake, Mosley, Harmon y Fauntleroy                     | 7:59     |  |
| 5.                                      | «Tunnel Vision»            | Timberlake, Mosley, Harmon y Fauntleroy                     | 6:46     |  |
| 6.                                      | «Spaceship Coupe»          | Timberlake, Mosley, Harmon y Fauntleroy                     | 7:17     |  |
| 7.                                      | «That Girl»                | Timberlake, Mosley, Harmon y Fauntleroy                     | 4:47     |  |
| 8.                                      | «Let the Groove Get In»    | Timberlake, Mosley, Harmon y Fauntleroy                     | 7:11     |  |
| 9.                                      | «Mirrors»                  | Timberlake, Mosley, Harmon y Fauntleroy                     | 8:05     |  |
| 10.                                     | «Blue Ocean Floor»         | Timberlake, Mosley, Harmon y Fauntleroy                     | 7:22     |  |
| 70:02                                   |                            |                                                             |          |  |

| The 20/20 Experience (edición de lujo) |              |                                        |          |  |
| N.º                                    | Título       | Escritor(es)                           | Duración |  |
| 11.                                    | «Dress On»   | Timberlake, Robin Tadross y Fauntleroy | 4:39     |  |
| 12.                                    | «Body Count» | Timberlake, Robin Tadross y Fauntleroy | 4:42     |  |
| 79:23                                  |              |                                        |          |  |

## Posicionamiento en listas

### Semanales
| País              | Lista                                                          | Mejor posición |
| 2013              | 2013                                                           | 2013           |
| ----------------- | -------------------------------------------------------------- | -------------- |
| Alemania          | Media Control Charts                                           | 1              |
| Australia         | ARIA Top 100 Albums                                            | 1              |
| Austria           | Ö3 Austria Top 75 Albums                                       | 2              |
| Bélgica (Flandes) | Ultratop 200 Albums                                            | 3              |
| Bélgica (Valonia) | Ultratop 200 Albums                                            | 8              |
| Canadá            | Canadian Albums                                                | 1              |
| Corea del Sur     | Gaon Albums                                                    | 6              |
| Croacia           | Top Kombiniranih                                               | 22             |
| Dinamarca         | Tracklisten                                                    | 2              |
| Escocia           | Scottish Top 40 Albums                                         | 1              |
| España            | Top 100 Álbumes                                                | 9              |
| Estados Unidos    | Billboard 200                                                  | 1              |
| Estados Unidos    | Álbumes Digitales                                              | 1              |
| Estados Unidos    | Top R&B/Hip-Hop Albums                                         | 1              |
| Finlandia         | Suomen virallinen lista                                        | 10             |
| Francia           | Syndicat National de l'Édition Phonographique                  | 6              |
| Grecia            | Federación Internacional de la Industria Fonográfica           | 10             |
| Hungría           | Mahasz                                                         | 4              |
| Irlanda           | Irish Albums Chart                                             | 1              |
| Italia            | Federación de la Industria Musical Italiana                    | 5              |
| Japón             | Oricon                                                         | 11             |
| México            | Asociación Mexicana de Productores de Fonogramas y Videogramas | 11             |
| Noruega           | VG-lista                                                       | 2              |
| Nueva Zelanda     | NZ Top 40 Albums                                               | 1              |
| Países Bajos      | Dutch Albums Top 100                                           | 2              |
| Polonia           | Top 100 - lista miesięczna                                     | 5              |
| Portugal          | Lista Portuguesa de Álbumes                                    | 9              |
| Reino Unido       | UK Albums Chart                                                | 1              |
| República Checa   | ČNS IFPI                                                       | 6              |
| Rusia             | Pоссийском чарте iTunes                                        | 1              |
| Suecia            | Sverigetopplistan                                              | 12             |
| Suiza             | Schweizer Hitparade                                            | 1              |

#### Sucesión en listas
| Anterior: The Next Day de David Bowie                                                                                    | Top 100 LP — Álbum número uno 29 de marzo de 2013 — 4 de abril de 2013                                                                                            | Siguiente: Delta Machine de Depeche Mode                                                |
| Anterior: What About Now de Bon Jovi                                                                                     | ARIA Top 100 Albums — Álbum número uno 31 de marzo de 2013 — 13 de abril de 2013                                                                                  | Siguiente: Sempiternal de Bring Me the Horizon                                          |
| Anterior: What About Now de Bon Jovi                                                                                     | Canadian Albums — Álbum número uno 6 de abril de 2013 — 26 de abril de 2013                                                                                       | Siguiente: Outlaw Gentlemen & Shady Ladies de Volbeat                                   |
| Anterior: The Next Day de David Bowie                                                                                    | Scottish Top 40 Albums — Álbum número uno 30 de marzo de 2013 — 12 de abril de 2013                                                                               | Siguiente: Night Visions de Imagine Dragons                                             |
| Anterior: What About Now de Bon Jovi                                                                                     | Billboard 200 — Álbum número uno 6 de abril de 2013 — 26 de abril de 2013                                                                                         | Siguiente: Paramore de Paramore                                                         |
| Anterior: The Next Day de David Bowie                                                                                    | Digital Albums — Álbum número uno 6 de abril de 2013 — 12 de abril de 2013                                                                                        | Siguiente: I Am Not A Human Being II de Lil Wayne                                       |
| Anteriores: All Around The World de Mindless Behavior Side Effects Of You de Fantasia Excuse My French de French Montana | Top R&B/Hip-Hop Albums — Álbum número uno 6 de abril de 2013 — 5 de mayo de 2013 18 de mayo de 2013 — 7 de junio de 2013 15 de junio de 2013 — 5 de julio de 2013 | Siguientes: Indicud de Kid Cudi Excuse My French de French Montana Yeezus de Kanye West |
| Anterior: The Next Day de David Bowie                                                                                    | Irish Albums Chart — Álbum número uno 21 de marzo de 2013 — 3 de abril de 2013                                                                                    | Siguiente: Rage and Romance de Bressie                                                  |
| Anterior: The Next Day de David Bowie                                                                                    | NZ Top 40 Albums — Álbum número uno 25 de marzo de 2013 — 31 de marzo de 2013                                                                                     | Siguiente: The Truth About Love de P!nk                                                 |
| Anterior: The Next Day de David Bowie                                                                                    | UK Albums Chart — Álbum número uno 30 de marzo de 2013 — 19 de abril de 2013                                                                                      | Siguiente: Paramore de Paramore                                                         |
| Anterior: To Live In Your Head de Zemfira                                                                                | Lista Rusa de Álbumes — Álbum número uno 18 de marzo de 2013 — 24 de marzo de 2013                                                                                | Siguiente: Delta Machine de Depeche Mode                                                |
| Anterior: The Next Day de David Bowie                                                                                    | Schweizer Hitparade Albums — Sencillo número uno 31 de marzo de 2013 — 6 de abril de 2013                                                                         | Siguiente: Delta Machine de Depeche Mode                                                |

### Anuales
| País              | Lista                                | Posición |
| 2013              | 2013                                 | 2013     |
| ----------------- | ------------------------------------ | -------- |
| Australia         | ARIA Top 100 Albums                  | 36       |
| Bélgica (Flandes) | Ultratop 200 Albums                  | 32       |
| Bélgica (Valonia) | Ultratop 200 Albums                  | 99       |
| Canadá            | Canadian Albums                      | 11       |
| Dinamarca         | Hitlisten Album Top 100              | 25       |
| Estados Unidos    | Billboard 200                        | 1        |
| Estados Unidos    | Álbumes Digitales                    | 1        |
| Estados Unidos    | Top R&B/Hip-Hop Albums               | 1        |
| Italia            | Classifiche Annuali                  | 78       |
| Nueva Zelanda     | NZ Top 40 Albums                     | 41       |
| Países Bajos      | Jaar overzichten                     | 26       |
| Reino Unido       | Top 40 Biggest Selling Artist Albums | 21       |
| Suecia            | Årslista Album                       | 98       |
| Suiza             | Schweizer Jahreshitparade            | 16       |

### Certificaciones
| País           | Organismo certificador | Certificación | Ventas certificadas | Simbolización | Ref.    |
| -------------- | ---------------------- | ------------- | ------------------- | ------------- | ------- |
| Alemania       | BVMI                   | Oro           | 100 000             | ●             | [ 130 ] |
| Australia      | ARIA                   | Oro           | 35 000              | ●             | [ 160 ] |
| Canadá         | CRIA                   | 2× Platino    | 160 000             | 2▲            | [ 128 ] |
| Estados Unidos | RIAA                   | 2× Platino    | 2 000               | 2▲            | [ 125 ] |
| Irlanda        | IRMA                   | Oro           | 7500                | ●             | [ 156 ] |
| México         | AMPROFON               | Oro           | 30 000              | ●             | [ 189 ] |
| Nueva Zelanda  | RIANZ                  | Oro           | 7500                | ●             | [ 162 ] |
| Polonia        | ZPAV                   | Platino       | 20 000              | ▲             | [ 141 ] |
| Reino Unido    | BPI                    | Platino       | 300 000             | ▲             | [ 154 ] |
| Suecia         | IFPI — Suecia          | Oro           | 20 000              | ●             | [ 148 ] |
| Suiza          | IFPI — Suiza           | Oro           | 10 000              | ●             | [ 149 ] |

### Otras canciones
| Canción                 | Posicionamiento en listas | Posicionamiento en listas | Posicionamiento en listas | Posicionamiento en listas | Posicionamiento en listas |
| Canción                 | EUA                       | R&B/Hip-Hop               | FRA                       | RU                        | R&B                       |
| ----------------------- | ------------------------- | ------------------------- | ------------------------- | ------------------------- | ------------------------- |
| «Pusher Love Girl»      | 64                        | 21                        | —                         | 122                       | 20                        |
| «Don't Hold the Wall»   | 104                       | 37                        | —                         | —                         | —                         |
| «Strawberry Bubblegum»  | 106                       | 38                        | 172                       | 193                       | 34                        |
| «Spaceship Coupe»       | 125                       | 45                        | —                         | —                         | —                         |
| «That Girl»             | 103                       | 36                        | —                         | —                         | —                         |
| «Let the Groove Get In» | 109                       | 39                        | —                         | —                         | —                         |
| «Blue Ocean Floor»      | 117                       | 43                        | —                         | —                         | —                         |
| «Dress On»              | —                         | —                         | —                         | 197                       | 35                        |
| «Body Count»            | —                         | —                         | —                         | 147                       | 24                        |

## Premios y nominaciones
| Año  | Premio                           | Categoría                                                               | Resultado | Fuente  |
| ---- | -------------------------------- | ----------------------------------------------------------------------- | --------- | ------- |
| 2013 | MuchMusic Video Awards           | Video internacional del año: «Mirrors»                                  | Nominado  | [ 196 ] |
| 2013 | BET Awards                       | Vídeo del año: «Suit & Tie»                                             | Nominado  | [ 197 ] |
| 2013 | BET Awards                       | Mejor colaboración: «Suit & Tie»                                        | Nominado  | [ 197 ] |
| 2013 | BET Awards                       | Elección de los televidentes: «Suit & Tie»                              | Nominado  | [ 197 ] |
| 2013 | Billboard Mid-Year Music Awards  | Álbum número uno favorito del Billboard 200                             | Nominado  | [ 198 ] |
| 2013 | Teen Choice Awards               | Canción de amor: «Mirrors»                                              | Nominado  | [ 199 ] |
| 2013 | Teen Choice Awards               | Sencillo de artista masculino: «Suit & Tie»                             | Nominado  | [ 199 ] |
| 2013 | MTV Video Music Awards           | Vídeo del año: «Mirrors»                                                | Ganador   | [ 200 ] |
| 2013 | MTV Video Music Awards           | Mejor vídeo masculino: «Mirrors»                                        | Nominado  | [ 200 ] |
| 2013 | MTV Video Music Awards           | Mejor vídeo de pop: «Mirrors»                                           | Nominado  | [ 200 ] |
| 2013 | MTV Video Music Awards           | Mejor colaboración: «Suit & Tie»                                        | Nominado  | [ 200 ] |
| 2013 | MTV Video Music Awards           | Mejor dirección: «Suit & Tie»                                           | Ganador   | [ 200 ] |
| 2013 | MTV Video Music Awards           | Mejor montaje: «Mirrors»                                                | Ganador   | [ 200 ] |
| 2013 | MTV Europe Music Awards          | Mejor vídeo: «Mirrors»                                                  | Nominado  | [ 201 ] |
| 2013 | American Music Awards            | Mejor álbum pop/rock                                                    | Nominado  | [ 202 ] |
| 2013 | American Music Awards            | Mejor álbum soul/R&B                                                    | Ganador   | [ 202 ] |
| 2013 | Soul Train Music Awards          | Álbum del año                                                           | Nominado  | [ 203 ] |
| 2013 | Soul Train Music Awards          | Canción del año: «Suit & Tie»                                           | Nominado  | [ 203 ] |
| 2013 | Soul Train Music Awards          | Premio Ashford y Simpson a los letristas: «Mirrors»                     | Nominado  | [ 203 ] |
| 2013 | Soul Train Music Awards          | Mejor interpretación dance: «Suit & Tie»                                | Nominado  | [ 203 ] |
| 2014 | People's Choice Awards           | Mejor canción: «Mirrors»                                                | Nominado  | [ 204 ] |
| 2014 | People's Choice Awards           | Mejor álbum                                                             | Ganador   | [ 204 ] |
| 2014 | Grammy Awards                    | Mejor interpretación pop individual: «Mirrors»                          | Nominado  | [ 205 ] |
| 2014 | Grammy Awards                    | Mejor interpretación pop de dúo o grupo: «Suit & Tie»                   | Nominado  | [ 205 ] |
| 2014 | Grammy Awards                    | Mejor álbum de pop vocal: The 20/20 Experience: The Complete Experience | Nominado  | [ 205 ] |
| 2014 | Grammy Awards                    | Mejor canción R&B: «Pusher Love Girl»                                   | Ganador   | [ 205 ] |
| 2014 | Grammy Awards                    | Mejor vídeo musical: «Suit & Tie»                                       | Ganador   | [ 205 ] |
| 2014 | NAACP Image Awards               | Mejor colaboración de dúo o grupo: «Suit & Tie»                         | Nominado  | [ 206 ] |
| 2014 | NAACP Image Awards               | Mejor álbum                                                             | Nominado  | [ 206 ] |
| 2014 | ASCAP Pop Music Awards           | Canción más interpretada del 2013: «Mirrors»                            | Ganador   | [ 207 ] |
| 2014 | ASCAP Pop Music Awards           | Canción más interpretada del 2013: «Suit & Tie»                         | Ganador   | [ 207 ] |
| 2014 | iHeartRadio Music Awards         | Canción del año: «Mirrors»                                              | Nominado  | [ 208 ] |
| 2014 | iHeartRadio Music Awards         | Mejor colaboración: «Suit & Tie»                                        | Nominado  | [ 208 ] |
| 2014 | Billboard Music Awards           | Mejor canción de radio: «Mirrors»                                       | Nominado  | [ 209 ] |
| 2014 | Billboard Music Awards           | Mejor canción R&B: «Suit & Tie»                                         | Nominado  | [ 209 ] |
| 2014 | Billboard Music Awards           | Mejor álbum Billboard 200                                               | Ganador   | [ 209 ] |
| 2014 | Billboard Music Awards           | Mejor álbum R&B                                                         | Ganador   | [ 209 ] |
| 2014 | ASCAP Rhythm & Soul Music Awards | Canción de R&B/Hip hop: «Suit & Tie»                                    | Ganador   | [ 210 ] |
| 2014 | World Music Awards               | Mejor álbum                                                             | Pendiente | [ 211 ] |
| 2014 | World Music Awards               | Mejor canción: «Suit & Tie»                                             | Pendiente | [ 211 ] |
| 2014 | World Music Awards               | Mejor vídeo: «Mirrors»                                                  | Pendiente | [ 211 ] |

## Créditos y personal
Créditos adaptados de Allmusic.

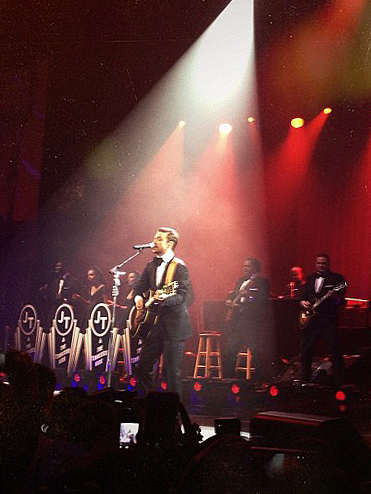
Timberlake junto a su banda, The Tennessee Kids, en Nueva Orleans.

| - Alejandro Baima: asistente de mezcla - Mark Cargill: solista, violín - Jimmy Douglass: mezcla - Reggie Dozier: ingeniero de trompa, ingeniero de cuerdas - Jason Evans: director creativo - Tom Ford: vestuario - Chris Godbey: ingeniero, mezcla - Jerome «J-Roc» Harmon: teclado, productor - Johnny Hernández: peluquero - Elliott Ives: guitarra, teclado - Dave Kutch: masterización - Doug Lloyd: director creativo | - Tom Munro: fotografía - Michael Nash: estilista - Andre Person: artists and repertoire - The Regiment: trompa - Terry Santiel: percusión - The Tennessee Kids: producción vocal, arreglo vocal - Timbaland: productor - Justin Timberlake: productor ejecutivo, guitarra, mezcla, artista principal, productor, arreglo vocal, productor vocal - Matt Weber: asistente de mezcla - Benjamin Wright: trompa, cuerdas - The Benjamin Wright Orchestra: cuerdas |

## Secuela
Durante la fiesta de lanzamiento de The 20/20 Experience el 18 de marzo de 2013, Timberlake anunció que próximamente publicaría la segunda parte del álbum con diez nuevas canciones. Semanas después, la fecha de lanzamiento de esta secuela fue confirmada por Timberlake a través de una fotografía en Instagram: el 30 de septiembre de 2013. Según el productor Jerome «J-Roc» Harmon, The 20/20 Experience (2 of 2) contendría algunas canciones descartadas del primer álbum y otras que se concibieron especialmente para este.